# Conisania ostrogovichi
Conisania ostrogovichi là một loài bướm đêm trong họ Noctuidae.